# Víctor Valdez (halterófilo)
Víctor Valdez es un deportista mexicano que compitió en halterofilia adaptada. Ganó dos medallas en los Juegos Paralímpicos de Verano en los años 1984 y 1988.

## Palmarés internacional
| Juegos Paralímpicos | Juegos Paralímpicos                                          | Juegos Paralímpicos | Juegos Paralímpicos |
| Año                 | Lugar                                                        | Medalla             | Categoría           |
| ------------------- | ------------------------------------------------------------ | ------------------- | ------------------- |
| 1984                | Nueva York ( Estados Unidos) Stoke Mandeville ( Reino Unido) | Medalla de bronce   | –95 kg (P)          |
| 1988                | Seúl ( Corea del Sur)                                        | Medalla de plata    | –95 kg              |